# Лейбович, Олег Леонидович
Оле́г Леони́дович Лейбо́вич (род. 13 октября 1949, Чусовой, Молотовская область) — советский и российский историк, культуролог, специалист по проблемам социокультурной истории СССР, модернизации и самоопределения интеллигенции в советском обществе. Доктор исторических наук, кандидат философских наук, профессор, заведующий кафедрой культурологии и философии Пермского института культуры.

## Биография
Окончил исторический факультет Пермского университета (1972), дипломная работа посвящена истории рабочего класса Германии. В 1972—1974 годах — учитель истории, обществознания и немецкого языка в Бисерской и Ильинской средних школах. С 1974 года работал в Пермском политехническом институте, под руководством З. И. Файнбурга занимался социологией советского города. Защитил кандидатскую диссертацию «Коллективность как способ овладения обществом условиями своего бытия (уровень городской общности» (1984).
С 1993 года участвовал в избирательных кампаниях на выборах органов власти различных уровней в качестве руководителя кампании, консультанта. В 1995 году защитил в УрГУ докторскую диссертацию «Реформы 1953—1964 гг. в контексте отечественной модернизации». Член Ассоциации политических экспертов и менеджеров. Профессор, заведующий кафедрой культурологии (1995—2017), главный научный сотрудник ПНИПУ. Читал курсы «Культурология», «Социология», «Корпоративная культура», «Теория и история рекламы», «Деловая культура», спецкурс «Философские, культурологические и социологические проблемы современной науки». Автор учебного комплекса по культурологии (2004), утверждённого Министерством образования РФ. Являлся ведущим научным сотрудником лаборатории изучения истории советской повседневности Центра фундаментальных исследований НИУ ВШЭ. Преподавал культурологию в Лицее № 1 г. Перми.
С 2017 года — заведующий кафедрой культурологии ПГИК. Автор более 280 научных публикаций. Подготовил ряд аспирантов, руководил грантовыми работами в области политологии и истории. Член жюри международного фестиваля документального кино «Флаэртиана». Увлекается фотографией.

## Основные работы

### Книги
- Кирьянов И. К., Лейбович О. Л., Лукьянов М. Н. К изучению истории СССР XX века: методические рекомендации для учителей истории средних школ, СПТУ, студентов-историков по новому содержанию преподавания истории. — Пермь, 1989;
- Франция глазами французских социологов. — М.: Наука, 1990;
- Реформа и модернизация в 1953—1964 гг. — Пермь: Изд-во ПГУ — ЗУУНЦ, 1993. 182 с.;
- Россия, 1941—1991. Документы, материалы, комментарии. — Пермь: ЗУУНЦ, 1993 252 с.;
- Модернизация в России: к методологии изучения современной отечественной истории. — Пермь: ЗУУНЦ, 1996. 156 с.;
- Десять лекций по культурологии. — Пермь: ПГТУ, 1997.
  - 11-е изд. 2010;
- Университетские истории: 1950-е годы. — Пермь, 1997;
- Железняк В. Н., Кондаков Б. В., Лейбович О. Л., Минеева С. А. Гуманитарное знание в школе: Осмысление проблем. — Пермь, 1998. — 161 с. (Новое содержание школьного образования: культурно-философские основания);
- Лейбович О. Л., Кимерлинг А. С. Письмо товарищу Сталину: политический мир Михаила Данилкина. Исторический очерк. — Пермь: ЗУУНЦ, 2002. — 114 с.
  - Лейбович О. Л., Кимерлинг А. С. «Я вырос в сталинскую эпоху». Политический автопортрет советского журналиста. — М.: Издательский дом ВШЭ, 2019. — 364 с. ISBN 978-5-7598-1795-6
- В городе М.: очерки политической повседневности советской провинции в 40 — 50 -х гг. XX века. — Пермь: РИО ПГТУ, 2005. −291 с.
  - 2-е изд: — М.: РОССПЭН, 2008. --291 с.
  - 3-е изд. Пермь: ПКИ, 2009. 438 с.;
- Городские миры. Опыт гуманитарного исследования / под ред. О. Л. Лейбовича, А. Н. Кабацкова. — Пермь: Перм. гос .техн. ун-т, 2006. — 312 с.;
- Включен в операцию… Массовый террор в Прикамье в 1937—1938 гг. — Пермь: РИО ПГТУ, 2006. — 326 с.
  - 2-е изд. — М.: РОССПЭН, 2009. — 318 с.;
- 1956: незамеченный термидор. Очерки провинциального быта. — Пермь: РИО ПГТУ, 2007. — 235 с. (в соавт.)
  - 2-е изд. 2012;
- Без черновиков: Иван Прокофьевич Шарапов и его корреспонденты. 1932, 1953—1957 гг. — Пермь: РИО ПГТУ, 2009. — 167 с. (рецензия А. Н. Кабацкова);
- Лейбович О. Л., Казанков А. И. Гуманитарные основания естествознания. Философские, социологические и культурологические науки. — Пермь: ПНИПУ, 2011. — 124 с.
  - 3-е изд., испр. и доп. Пермь: Пермский государственный институт культуры, 2021. — 232 с.;
- Bobrihin A.A., Leibowitz O.L., Suvorova A.A., Yankovskaya G.A. Transformation of the Great Utopia: The Soviet naive art. — Perm, 2012;
- Охота на красного директора [об Иосифе Израилевиче Побережском]. — Пермь: Перм. гос. ин-т культуры, 2016.
  - 2-е изд. Пермь: Титул, 2017. — 317 с.

### Составитель и редактор
- Россия. 1941—1991. Сборник документов. Пермь: ПГУ, 1993. — 291 с.
- Политические репрессии в Прикамье. 1918—1980-е гг. Сборник документов. Пермь: Пушка, 2004. — 558 с.
- Немцы в Прикамье. XX век. Сборник документов и материалов. Т. 1-2. Пермь: Пушка, 2006. Т. 1 — 483 с.; т. 2 — 319 с.
  - 2-е изд. 2007.
  - 3-е изд. 2008 (совм. с М. Г. Нечаевым);
- Война глазами военнопленных. Красноармейцы в немецком плену в 1941—1945 гг. Сборник документов. Пермь: ПКИ, 2008. — 751 с.;
- Разрывы и конвенции в отечественной культуре / под ред. О. Л. Лейбовича. Пермь: ПГИИК, 2011.
- Дневник рабочего (III 1946 — XII 1955). Документальная публикация. Пермь, 2014 (CD).

### Статьи и главы в коллективных трудах
- Боронников А., Лейбович О. Социальные аспекты развития рыночных отношений в советском обществе // Обновляющийся социализм: облик, тенденции, поиск. — Пермь, 1990. — С 65—67;
- Современный цикл отечественной модернизации: культурные компоненты // Модернизация в социокультурном аспекте: традиции и трансформации. — Екатеринбург, 1998;
- Социокультурный контекст отечественных модернизаций // Опыт российских модернизаций XVIII—XX вв. / под ред. В. В. Алексеева. М.: Наука, 2000. С. 88—103;
- Историко-методологические проблемы концепции модернизации // Уральский исторический вестник. — 2001. — № 7. — С. 131—141;
- Лейбович О. Л., Шушкова Н. В. Политический патернализм в Перми: социокультурные корни // Политический альманах Прикамья. — Пермь, 2002;
- Культурный аспект социализации в вузе // Система воспитания инженеров и специалистов в условиях модернизации образования: опыт, проблемы, перспективы. — Пермь, ПГТУ, 2004. — С. 46—55.
- Социальная природа культурного шока в исторической перспективе // Социальные трансформации в российском обществе. — М.: Наука, 2004. — С. 267—276.
- Лейбович О. Л., Шушкова Н. В. На семи ветрах: институт высшего образования в постсоветскую эпоху // Журнал социологии и социальной антропологии. — 2004. — № 1. — С. 139—156.
- Субъективные заметки о пермской социологии // Мир России. — 2006. — Т. XV. — № 2. — C. 131—146;
- Кабацков А. Н., Лейбович О. Л., Шушкова Н. В. «Складывается впечатление, что у нас концлагерь…»: нарратив работников постсоветского промышленного предприятия // Социология. — 2007. — С. 60—72;
- Leibovitch, O., Shushkova, N. Blue-Collar industrial Worker at the Urals Plant // Sociological Research. — 2007. — Vol. 46. — № 1. — P. 20—35;
- Лейбович О. Л., Кабацков А. Н. Социокультурный архетип: к определению термина // Фундаментальные проблемы культурологии. Т. 3. Культурная динамика. СПб: Алетейя, 2008. С. 247—258;
- Дом о трех этажах, или как изучать повседневность поздней сталинской эпохи // Астафьевские чтения. — Пермь, 2009. — С. 250—264;
- «Культ преступления, разврата и тотального бесстыдства…» : историко-культурный контекст происхождения современной культурологии // Понять образование…: Исторические, социологические, антропологические очерки современного образования в России. — Пермь: Перм. гос. техн. ун-т, 2009. — С. 98—119;
- Der UNKWD und die «Kulakenoperation» in der Kama-Region des Gebiets Sverdlovsk // Stalinismus in der sowjetischen Provinz 1937—1938. Die Massenaktion aufgrund des operative Befehls N 00447. Berlin: Akademie Verlag, 2010. S. 459—478;
- Les fonctionnaires regionaux du NKVD face aux purges de 1937—1938 // Vingtieme siècle. Revue d, Histoire. № 107. Juillet-septembre. 2010. P. 55—68;
- Лейбович О. Л., Шушкова Н. В. Власть и городские сообщества в социальном пространстве большого города (на материалах г. Перми) // Мир России: социология, этнология. 2010. № 2.
- Отзывы на доклад Н. С. Хрущёва «О культе личности и его последствиях» в Молотовской области. Март-апрель 1956 г. // Вестник архивиста. 2010. № 4. С. 193—204; 2011. № 1. С. 254—269.
- Маленький человек сталинской эпохи: попытка институционального анализа // История сталинизма: итоги и проблемы изучения. — М. : РОССПЭН, 2011. С.161 — 176;
- «Индивид разоблаченный» в террористическом дискурсе в 1937—1938 гг.// История сталинизма: репрессированная российская провинция. М.: Российская политическая энциклопедия (РОССПЭН), 2011. С.16-32;
- Политические паттерны в городской повседневности // Повседневность индустриального города. Сб. научн. ст./ ред. О. Лейбович и др./ Пермь: Изд-во ПГТУ. 2011. С. 87—92;
- «Сохранение социального порядка является важнейшей задачей для общества….» [рецензия на книгу В. Э. Шляпентоха] // Социологический журнал, 2011. № 1. C. 157—163;
- «Страх есть сдерживающее начало…» Образ времени Владимира Шляпентоха // Вестник Пермского университета. Серия «История», 2011. № 2. — C. 158—165;
- Социология города в исторической перспективе // Вестник Пермского национального исследовательского политехнического университета. Урбанистика, 2012. — № 1. — С. 142—153.
- «Законы исторических ситуаций» Льва Кертмана // Вестник Пермского университета. Серия «История», 2012, август. — Вып.2 (19). — С. 90-97;
- «Парторганизацию завода им. Сталина охватил психоз…» // Новое литературное обозрение. — 2012. — № 116. — С. 470—489;
- Символическое пространство большого города // Вестник Пермского научного центра УрО РАН, 2012. — № 2. — С. 56—62;
- Советский город: социалистическая архаика // Трансформации великой утопии. Советское наивное искусство. — Пермь: Музей советского наива, 2012. — С. 26—39;
- Лейбович О. Л., Шушкова Н. В. «Живой журнал» как новая газета // Мир России: Социология, этнология. — 2012. — Т. 21. № 2. — С. 144—161;
- Лейбович О. Л., Шушкова Н. В. Профессиональные сообщества за границами публичности // Отечественные записки, 2012. — № 1 (46). — С. 94—103.
- Лейбович О. Л., Шушкова Н. В. «Хочешь сдать экзамен на 5?..» // Отечественные записки, 2012. — № 2 (47). — С. 195—210;
- Лейбович О. Л., Шушкова Н. В., Кабацков А. Н. Этническое и экономическое: этюд о фоновых практиках // Вестник Пермского государственного института искусства и культуры. 2012. — № 13—14. — С. 55—64;
- Историческая память пермяков // По-пермски глядя. Пермь глазами ученых / под ред. О. В. Лысенко, Е. Г. Трегубовой. — Пермь: ПГПУ, 2013. — С. 71—84;
- Культурные аспекты современного кризиса российского общества: конфликт социальных технологий // Известия Уральского федерального университета. Серия 3. Общественные науки. — 2013. — № 5 (122). — С. 142—150;
- Лейбович О. Л., Королькова А. В. «Фразисты, пустословы, лакировщики…»: критика конформизма советских литераторов в частной переписке 1954—1957 гг. // Лабиринт. Журнал социально-гуманитарных исследований. — 2013. — № 1. — С. 50—56;
- Лейбович О. Л., Кабацков А. Н. В эпоху информатизации, медиатизации и мягких технологий властвования… О книге О. Ф. Русаковой «Современная политическая философия: предмет, концепты, дискурс» // Социум и власть. — 2013. — № 4 (42). — С. 136—138;
- Лейбович О. Л., Шушкова Н. В. «Индивид глазеющий» в пространстве постсоветского города // Лабиринт. Журнал социально-гуманитарных исследований, 2013. — № 6. — С. 38-49.
- Потерянный мир [социализма] // Лабиринт. Журнал социально-гуманитарных исследований, 2014, декабрь. — № 6. — С. 9—16 (в соавт.);
- Презумпция человечности // Российская история, 2014. — № 3. — С. 25—30;
- «Моя вина в том, что я брат…» // История в подробностях, 2014, ноябрь. — № 11 (53). — С. 86—93;
- Koldusko Anna A., Lejbovic Oleg L. Дискурсивные практики Большого Террора на Урале (1936—1938) // Cahiers du monde russe, 2015. — № 3—4. — P. 235—265;
- Лейбович О. Л., Казанков А. И. Время и деньги в «Пермском культурном проекте» // Город как сцена. История. Повседневность. Будущее. Интернациональный научно-исследовательский альманах / Авторская группа: Л. Иливицкая, Ю. Кузовенкова, Я. Голубинов. В 2 т. Т. 1. — Самара: Медиа-книга, 2015. — С. 101—108;
- Исповеди, проповеди и разоблачения на партийных собраниях 1936—1938 гг. // Вестник Пермского университета. История, 2015. — № 3 (30). — С. 160—168;
- Die ungeschriebenen Memoiren. Ein anderes Gedächtnis an den Krieg, Ural 1946—1953 // Quellen und Darstellungen zur Zeitgeschichte, 2015. — Band 107. — S. 281—298;
- «Милицейская норма»: практики потребления алкоголя в номенклатурной провинциальной среде в первое послевоенное десятилетие // Альманах центра исследований экономической культуры факультета свободных искусств и наук СПбГУ. Специальный выпуск. «Экономика пороков и добродетелей». М.; СПб.: Изд-во ин-та Е. Гайдара, 2016. С. 81—100;
- Новые паттерны партийности: конструирование городских практик в послесталинское десятилетие // Новое литературное обозрение. — 2016. — № 1. — С. 91—117;
- «Война на западе уже началась…»: разговоры 1939 г. в бараках, тюрьмах и очередях // Шаги/Steps. Журнал Школы актуальных гуманитарных исследований. — 2016. — Т.2, № 1. — С. 14—27;
- «Кто в нормальных условиях завтракает супом?» Партийные дебаты на социальные темы в эпоху оттепели // Вестник ЮУрГУ. Сер. «Социально-гуманитарные науки», 2016. — № 3. — С. 47—57;
- Социалистический завод в коллективной памяти горожан (по материалам Перми) // Уральский исторический вестник. — 2016. — № 3 (52). — С. 33—42;
- Кабацков А. Н., Лейбович О. Л. «По духу времени и вкусу…»: доцент как невольник // Новое литературное обозрение, 2016. — № 142 (6). — С. 325—348.
  - Kabatskov A.N., Leibovich O.L. By Taste and the Spirit of the Times … // Russian Education & Society (USA). — 2017. — Vol. 59. — No. 10-12. — P. 518—554.
- «Недурно бы получить сколько-нибудь премии…». Советский рабочий наедине с дневником (1941—1955) // Шаги/Steps. 2017;
- Советский город Молотов в личностном измерении на рубеже 1940-х и 1950-х гг. // Уральский исторический вестник, 2017. — № 3 (56). — С. 119—126;
- Лейбович О. Л., Казанков А. И. Понять повседневность: эвристический потенциал концепции в исследованиях советской эпохи // Вестник Пермского университета. Сер. «История». — 2017. — Вып. 3 (38). — С. 82—88;
- Кабацков А. Н., Лейбович О. Л. Субъективный образ социальной структуры советского общества в дневниках А. И. Дмитриева // Вестник Сев. (Арктич.) федер. ун-та. Сер.: Гуманит. и соц. науки. — 2019. — № 1. — С. 15-22.
- Лейбович О. Л., Казанков А. И. Агрегатная повседневность сталинской эпохи: к постановке проблемы // Вестник Пермского университета. Сер. «История». — 2019 — № 4 (47). — С. 74—84;
- Выпивать по-партийному: питейные конвенции в номенклатурной среде 1940—1950-х гг. // Labyrinth. Теории и практики культуры. 2020;
- Лейбович О. Л., Казанков А. И. Есть ли жизнь после Фейерабенда: диалог об историческом методе // Философия. Журнал Высшей школы экономики. — 2020. — Т. 4, № 3. — С. 71—92;
- Лейбович О. Л., Казанков А. И. Три жизни Николая Агафонова: Трансформация идентичности в эпоху войн и революций // Уральский исторический вестник. — 2020. — № 4 (69). С. 109—117;
- «Молящиеся были весьма огорчены…». К итогам культурной революции в сельском Прикамье // Технологос. − 2021. — № 1. — С. 36-45. DOI: 10.15593/perm.kipf/2021.1.03
- Лейбович О. Л. Казанков А. И. «Постмодернизм»: стигма и/или исследовательская программа? // Вестник Вятского государственного университета. — 2021. — № 2 (140). — С. 7—15;
- Лейбович О. Л., Казанков А. И. «Инквизиторская антропология» как генератор исторических нарративов советской эпохи. — ШАГИ/Steps. — 2022. — № 3. — С. 198—214.
- Лейбович О. Л., Колчанова Ю. С. «Склоняют и славословят войну, а работают не по-военному…»: Стенографическая запись доклада секретаря Молотовского обкома ВКП (б) Н. И. Гусарова на пленуме областного комитета партии 20 октября 1941 г. // История СССР и России: Архивная революция: научный сборник памяти В. А. Козлова / ред.-сост. О. В. Эдельман. — М.: Модест Колеров, 2025. (SELECTA. Т. XXXIV).